# Alberto Polo
Alberto Polo (Bassano del Grappa, 7 settembre 1995) è un pallavolista italiano, centrale del Padova.

## Carriera

### Club
La carriera di Alberto Polo inizia nel 2008 quando entra a far parte delle giovanili del Bassano, club a cui resta legato per tre annate, prima di passare, nel 2012, alle giovanili della Trentino: con il club di Trento gioca nella stagione 2013-14 in Serie B1, ottenendo qualche sporadica convocazione in prima squadra in Serie A1.
Nella stagione 2014-15 viene ceduto in prestito al Potentino di Potenza Picena, in Serie A2, mentre nella stagione successiva, sempre in prestito, si accasa al Porto Robur Costa di Ravenna, in Superlega, dove milita anche per il mentre in quella  campionato 2016-17 con la maglia del Molfetta.
Per il campionato 2017-18 difende i colori del Padova, dove milita per tre annate, per poi trasferirsi, nella stagione 2020-21, alla You Energy di Piacenza, sempre nella massima divisione: nel corso del campionato viene trovato positivo ad un controllo antidoping e immediatamente sospeso in via cautelare dal Tribunale Nazionale Antidoping; inizialmente squalificato per due anni dallo stesso Tribunale, si vede raddoppiare la durata della squalifica dalla Corte di Appello Antidoping a seguito del ricorso presentato dalla Procura Nazionale Antidoping.
Terminato il periodo di squalifica, nel marzo 2025 viene annunciato il suo ingaggio per la parte finale dell'annata 2024-25 da parte del Padova, in Superlega.

### Nazionale
Nel 2013 viene convocato nella nazionale italiana under 18, mentre nel 2014 è in quella under 19. Con nazionale under 23, in cui è convocato nel 2015, conquista la medaglia di bronzo al campionato mondiale.
Debutta nella nazionale maggiore nel 2015, con cui vince la medaglia d'oro, nel 2018, ai XVIII Giochi del Mediterraneo e, nel 2019, alla XXX Universiade.

## Palmarès

### Nazionale (competizioni minori)
- Campionato mondiale under 23 2015
- Giochi del Mediterraneo 2018
- Universiade 2019

#### Premi individuali
- 2018 - Superlega: Miglior under 23